# 요시노촌 (이바라키현)
요시노촌(芳野村)은 이바라키현 나카군에 일찍이 존재했던 촌이다.

## 지리
- 현재의 나카시의 서부에 해당한다.

## 역사
- 1889년 4월 1일 - 정촌제 시행에 의해 나카군 요시노촌이 성립하였다.
- 1955년 3월 31일 - 스가야정, 고다이촌, 도다촌, 간자키촌, 누카타촌, 기자키촌과 합병해 나카정이 성립하여, 동일 요시노촌은 폐지되었다.

## 인구
| 1891년 | 2,442 |
| 1920년 | 2,867 |
| 1935년 | 3,254 |
| 1950년 | 4,594 |

## 교통

### 철도
- 일본국유철도(→ 동일본 여객철도)
  - 스이군선

### 도로
- 2급국도
  - 국도 제118호선

## 참고문헌
- 『那珂町史 近代・現代編』那珂町（1995年）
- 『가도카와 일본 지명 대사전 8 茨城県』가도카와 쇼텐（1983年）